# Громико Валерій Ігорович
Валерій Ігорович Громико (біл. Валерый Ігаравіч Грамыка, рос. Валерий Игоревич Громыко; нар. 23 січня 1997, Мінськ) — білоруський футболіст, півзахисник клубу «Кайрат» (Алмати) та національної збірної Білорусі.

## Клубна кар'єра
Народився 23 січня 1997 року в місті Мінськ. Вихованець футбольної школи клубу «Мінськ», перший тренер — В. Г. Кіреєнко. Влітку 2014 року почав виступати за дубль. Він швидко закріпився у складі резерву, і вже перед сезоном 2015 тренувався з основною командою, їздив у її складі на турецькі передсезонні тренувальні збори.
11 травня 2015 року дебютував у Вищій лізі, вийшовши на заміну на 78-й хвилині матчу проти мінського «Динамо» (0:3). 28 червня 2015 року він забив свій перший гол у чемпіонаті в грі проти «Граніту» (5:0). У сезоні 2017 року йому вдалося закріпитися у стартовому складі на позиції атакувального півзахисника, лише у червні та липні він не грав через травму.
У лютому 2018 року він перейшов до «Шахтаря» (Солігорськ), підписавши дворічний контракт. Він розпочав сезон 2018 року в дублі, а з липня почав залучатись до основного складу, в основному на заміну, лише іноді з'являючись у стартовому складі. До початку сезону 2019 року він вже став основним гравцем «гірників» і в першій половині сезону забив чотири голи в десяти матчах ліги. У липні 2019 року через відмову у продовженні контракту з клубом його відсторонили від головної команди та змусили тренувались індивідуально до кінця року, не виходячи на поле.
У січні 2020 року на правах вільного агента підписав 3,5-річний контракт з тульським «Арсеналом».
Влітку 2021 був орендований білоруським БАТЕ.

## Виступи за збірні
2015 року взяв участь у 3 іграх, відзначившись одним забитим голом, у складі юнацької збірної Білорусі (U-19).
15 квітня 2015 дебютував у складі молодіжної збірної Білорусі в товариському матчі проти збірної України (U-20) в Києві. Всього протягом 2015—2018 років на молодіжному рівні зіграв у 16 офіційних матчах і забив 1 гол.
8 червня 2019 року дебютував в офіційних іграх у складі національної збірної Білорусі в матчі відбіркового турніру чемпіонату Європи 2020 року проти збірної Німеччини (0:2), відігравши перші 57 хвилин.

## Статистика виступів

### Статистика виступів за збірну
| Дата     | Місто           | Господарі | Результат | Гості     | Турнір            | Голи | Примітки |
| -------- | --------------- | --------- | --------- | --------- | ----------------- | ---- | -------- |
| 8-6-2019 | Борисов (місто) | Білорусь  | 0 – 2     | Німеччина | Відбір до ЧЄ 2020 | -    | 57'      |
| Усього   |                 | Матчів    | 1         |           | Голів             | 0    |          |

## Досягнення
- Срібний призер чемпіонату Білорусі: 2018
- Бронзовий призер чемпіонату Білорусі: 2019
- Володар Кубка Білорусі: 2018/19
- Володар Суперкубка Білорусі: 2022
- Чемпіон Казахстану: 2024
- Володар Суперкубку Казахстану: 2025